# 1. гардијска моторизована бригада ГШ ВРС
Прва гардијска моторизована бригада ГШ ВРС је била елитна јединица Војске Републике Српске, у саставу Главног штаба Војске Републике Српске.

## Историја настанка бригаде
Бригада је формирана крајем децембра 1992. године, а постала је оперативна 19. јануара 1993. Јединица је устројена по узору на чувену приштапску јединицу ЈНА Прву гардијску моторизовану бригаду. Кроз састав бригаде је прошло око 7.000 бораца и углавном су је чинили млади регрути и добровољци из целе Републике Српске. Седиште бригаде се налазило прво у Хан Пијеску па затим у Калиновику.
По формацији, у саставу Прве гардијске су се налазили 2 моторизована батаљона, мешовити артиљеријски дивизион, лаки артиљеријски дивизион ПВО, оклопни батаљон као, позадински батаљон и приштапске јединице (чета војне полиције, чета везе, извиђачка чета, инжињеријска чета, команда стана).

## Ратни пут
Бригада је највећи део рата провела бранећи шири рејон планине Трескавице и општине Трново; у том својству, бригада је била придружена Херцеговачком корпусу Војске Републике Српске. Током 1993. године бригада је учествовала у операцијама Церска и Лукавац. У јесен 1995. године, дијелови бригаде на кратко током септембра бивају размештени у Босанску Посавину, како би покрили празан простор настао одласком јединица (16. мтбр, 43. мтбр, 6. лпб и 5. лпб) Првог крајишког корпуса на ратиште Босанске Крајине. Бригада је била и на Гламочко-Граховском ратишту.